# Be Alright (canción de Ariana Grande)
«Be Alright» es una canción de la cantante estadounidense Ariana Grande lanzada el 18 de marzo de 2016 como primer sencillo promocional de su tercer álbum de estudio, Dangerous Woman (2016). Fue escrita por Grande, Tommy Brown, Victoria Monét, Khaled Rohaim, Nicholas Audino, Lewis Hughes y Willie Tafa, siendo Twice As Nice y Brown los productores de esta. Es una canción deep house de la década de 1990 y está influenciada por los géneros rhythm and blues y chicago house. Grande proporciona improvisaciones entrecortadas en la canción. Líricamente, es una canción sin preocupaciones acerca de ser optimista. Los críticos musicales alabaron la producción minimalista, el ambiente deep house y fue considerada una de las mejores canciones del álbum. Fue cantada en vivo por primera vez en Saturday Night Live, con una coreografía inspirada por el estilo vogue y la cultura ballroom.

## Presentaciones en vivo
La canción fue interpretada por primera vez en Saturday Night Live el 12 de marzo de 2016 junto con Dangerous Woman. En dicha presentación, Ariana lució un mono completamente negro y su característica coleta. También la interpretó el día del lanzamiento del disco en un concierto presentado por Vevo Sessions, donde llevó una chaqueta con tiras rosas. Durante este evento, interpretó además Dangerous Woman, Into You, Let Me Love You, Everyday y Side to Side. "Be Alright" también fue incluida como la canción de apertura en el Dangerous Woman Tour.

## Listas
| Lista (2016)                          | Mejor posición |
| ------------------------------------- | -------------- |
| Australia (ARIA)                      | 52             |
| Canadá (Canadian Hot 100)             | 39             |
| Estados Unidos (Billboard Hot 100)    | 43             |
| Francia (SNEP)                        | 75             |
| Japón (Japan Hot 100)                 | 67             |
| Nueva Zelanda (Recorded Music NZ)     | 8              |
| Países Bajos (Singles Top 100)        | 89             |
| Reino Unido (Official Singles Charts) | 65             |